# Szczołkowo (rejon mieżdurieczeński)
Szczołkowo (ros. Щёлково) – wieś w Rosji, w rejonie mieżdurieczeńskim obwodu wołogodzkiego. W 2010 r. liczyła 19 mieszkańców.